# Zelfportret met baret en rood wambuis
Zelfportret met baret en rood wambuis is een schilderij uit circa 1645 dat algemeen wordt beschouwd het vroegst bekende zelfportret van Carel Fabritius. In de twintigste eeuw is het schilderij vaak toegeschreven aan zijn broer Barent Fabritius, en omdat de broers veel op elkaar geleken moeten hebben, is het ook wel beschouwd als een (zelf)portret van Barent. De toeschrijving wordt bemoeilijkt doordat het schilderij zich in een slechte staat bevindt. Doordat er rechts een reep van het doek is afgesneden, resteert er van de signatuur alleen nog een C.
De vergelijking met de gesigneerde zelfportretten van zowel Carel als Barent is in de loop der tijd door de diverse kunsthistorici verschillend beoordeeld. Fabritius-biograaf Brown vond in 1981 nog dat het portret in München veel zwakker was dan de twee onbetwiste zelfportretten van Carel en zette het daarom op naam van Barent, terwijl andere kunsthistorici, onder wie de samenstellers van de tentoonstelling in 2004 (in het Mauritshuis en Schwerin), juist vonden dat de zelfportretten van Barent de vergelijking met dit doek niet konden doorstaan, en schreven het daarom vol overtuiging toe aan Carel Fabritius. Intussen had ook Brown zich bij dit oordeel aangesloten en zag hij overeenkomsten met de uitvoering van het zelfportret in Rotterdam.

## Zelfportretten van Barent Fabritius

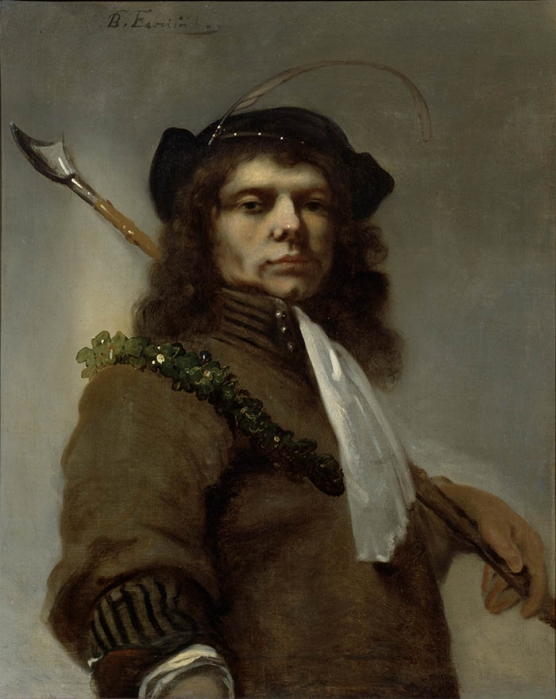
Barent Fabritius, Zelfportret als herder, Akademie der bildenden Künste Wien, Wenen
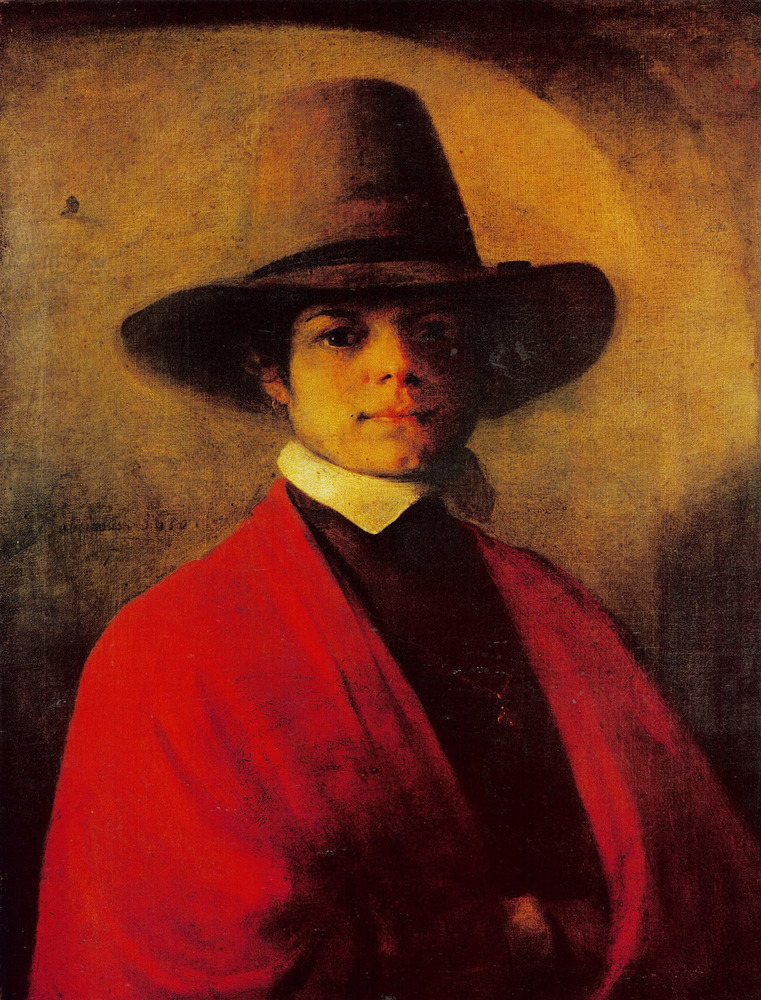
Barent Fabritius, Zelfportret met grote hoed, Städel Museum, Frankfurt am Main

## Herkomst
In de achttiende eeuw bevond het schilderij zich in de Fürstbischöfliche Galerie in Würzburg. Na de onteigening van het kerkelijk bezit belandde het (als een Rembrandt) in februari 1804 in München. Later verbleef het zelfportret in kasteel Schleißheim (Oberschleißheim). Sinds circa 1870 is het onderdeel van de collectie van de Alte Pinakothek in München.